# Psammodromus blanci
Psammodromus blanci är en ödleart som beskrevs av  Fernand Lataste 1880. Psammodromus blanci ingår i släktet sandlöpare (ödlor), och familjen lacertider. IUCN kategoriserar arten globalt som nära hotad. Inga underarter finns listade i Catalogue of Life.
Arten förekommer vid Medelhavet i Algeriet, Marocko och Tunisien. Den vistas i bergstrakter mellan 1000 och 1200 meter över havet. Habitatet varierar mellan öppna skogar, buskskogar, stäpper, andra gräsmarker och ödemark.